# Claude Debru
Claude Debru, né le 3 décembre 1944 à Béziers, est un professeur de philosophie français. Il est membre de l'Académie des sciences.

## Biographie
Il a été professeur de philosophie au département de philosophie de l'ENS Ulm, qu'il dirigea de 2007 à 2011 et est maintenant directeur émérite. Il est membre de l'Académie des sciences depuis le 15 mars 2011.
Disciple de Georges Canguilhem, agrégé de philosophie (1974), docteur ès lettres (1982) et directeur de recherches au CNRS, il a été élève à l'École normale supérieure de la rue d'Ulm.
En 1990, il publie un ouvrage de philosophie des sciences sur le rêve intitulé Neurophilosophie du rêve.
En 1994, il a co-écrit avec Tonia Cariffa une monographie consacrée à l'artiste peintre Eska Kayser.

## Travaux scientifiques
Doté d’une double formation en philosophie et en sciences de la vie, Claude Debru a consacré ses travaux à l’histoire et à l’épistémologie des sciences de la vie et de la médecine. Élève du philosophe Georges Canguilhem, formé à l’histoire conceptuelle de la philosophie et des sciences par sa thèse de troisième cycle sur la théorie de l’espace, il s’est tourné vers la biochimie et a rédigé sa thèse d’État ès Lettres sur l’histoire de la biochimie des protéines, au contact des biophysicochimistes Jeffries Wyman, John Edsall et René Wurmser. Dans ce travail qui envisage aussi bien la longue durée historique et les problèmes proprement philosophiques soulevés par la nouvelle biochimie, que les développements les plus récents, il a analysé l’évolution des nouveaux modèles théoriques du fonctionnement des protéines allostériques sous l’angle des relations structure-fonction. Deux ouvrages ont été consacrés à cette nouvelle « philosophie moléculaire ». Puis, souhaitant se rapprocher des aspects plus proprement expérimentaux des sciences de la vie, et en particulier des nouvelles neurosciences, il a rejoint, comme épistémologue, le Département de médecine expérimentale de la Faculté de médecine de Lyon dirigé par Michel Jouvet, pour étudier le développement des travaux sur le sommeil paradoxal et le rêve, principalement sous l’angle philosophique du « parallélisme psychophysiologique », ce qui impliquait l’ensemble des disciplines des neurosciences, et sous celui des hypothèses fonctionnelles, faisant jouer un rôle fonctionnel au sommeil paradoxal dans l’individuation du cerveau. Ce séjour de longue durée a abouti à la publication d’un ouvrage.
Au contact des hématologistes Jean Bernard, Marcel Bessis et Jacques-Louis Binet, Claude Debru s’est également initié aux problèmes de la morphologie cellulaire et de la pathophysiologie des leucémies, et a participé à plusieurs travaux du Centre d’écologie cellulaire de la Salpêtrière. De cet ensemble d’expérience dans les sciences biologiques et médicales, Claude Debru a tiré la substance d’un nouvel ouvrage d’épistémologie et d’histoire en vue d’analyser le processus de recherche et de découverte, analysant certains travaux de Claude Bernard à la lumière de l’intelligence artificielle, s’interrogeant sur la résolution des paradoxes qui ont donné lieu à la neuro-endocrinologie, sur les leucémies inclassables ou sur la mort cellulaire. Elargissant son enquête aux nouvelles biotechnologies, Claude Debru a réfléchi sur leurs relations à la notion de possible et à leur justification biologique.
Retournant aux neurosciences, à leur histoire, à leurs relations à la philosophie, Claude Debru a engagé plusieurs travaux sur l’essor des neurosciences en France après la deuxième guerre mondiale ainsi que sur les aspects temporels du fonctionnement cérébral, depuis William James jusqu’aux développements récents, établissant une collaboration de longue durée avec Pierre Buser. Cette collaboration s’est poursuivie avec Alain Berthoz sur le thème de l’anticipation. Des collaborations avec la Deutsche Akademie der Naturforscher Leopoldina ont donné lieu à plusieurs publications, sur l’imagination et l’intuition dans les sciences, sur les Lumières, sur les sciences et les académies pendant la première guerre mondiale.

## Principaux ouvrages
- 1977 - Analyse et Représentation. De la méthodologie à la théorie de l’espace : Kant et Lambert, Paris, Vrin[6].
- 1983 – L’esprit des protéines. Histoire et philosophie biochimiques, Paris, Hermann[7].
- 1987 – Philosophie moléculaire : Monod, Wyman, Changeux, Paris, Vrin[8].
- 1990 – Neurophilosophie du rêve, Paris, Hermann, 2e édition, Paris, Hermann, 2006, Préface de Michel Jouvet, trad. espagnole Neurofilosofia del suegno, Madrid, CSIIC, 2008, trad. anglaise, Préfaces de Barbara Jones et de Lichel Jouvet, Paris, Hermann, 2017[9].
- 1990 – Soi et Non-Soi, sous la direction de Jean Bernard, Marcel Bessis et Claude Debru, Paris, Seuil.
- 1998 – Philosophie de l’Inconnu. Le Vivant et la Recherche, Paris, PUF[10]. Nouvelle édition, Penser l’inconnu ? La recherche en biologie, Paris, Hermann, 2009[11].
- 2003 – Le possible et les biotechnologies. Essai de philosophie dans les sciences, avec la collaboration de Pascal Nouvel, Paris, PUF[12], traduction arabe, Organisation arabe pour la traduction, Beyrouth, 2007.
- 2006 – Facets of the History of Neuroscience (éds. Pierre Buser, Jean-Gael Barbara et Claude Debru), Comptes rendus de l’Académie des sciences (Biologies), vol. 329[13].
- 2008 – L’essor des neurosciences, France, 1945-1975 (éds. Claude Debru, Jean-Gaël Barbara et Céline Cherici), Paris, Hermann[14].
- 2008 – William James, Psychologie et cognition (éds. Claude Debru, Christiane Chaviré et Mathias Girel), Paris, Petra[15].
- 2011 – Le temps. Instant et durée, de la philosophie aux neurosciences (Pierre Buser et Claude Debru), Paris, Odile Jacob[16].
- 2012 – Le sens du futur. Une science du temps au XIXe siècle, Paris, Hermann[17].
- 2015 – Anticipation et prédiction. Du geste au voyage mental (Alain Berthoz et Claude Debru), Paris, Odile Jacob[18].
- 2009 – L’Imagination et l’Intuition dans les sciences (éds. Pierre Buser, Claude Debru et Andreas Kleinert), Paris, Hermann[19].
- 2013 – Les Lumières : hier, aujourd’hui, demain. Sciences et société (éds ; Pierre Buser, Claude Debru, Philippe Meyer), Paris, Hermann[20].
- 2025 – Oser le savoir – La philosophie dans les sciences, HDiffusion.

## Distinctions et Prix
- Membre de la Deutsche Akademie der Naturforscher Leopoldina[21]
- Membre de l’European Academy of Sciences
- Membre correspondant de l’Académie internationale d’histoire des sciences
- Membre de l'Académie des sciences (correspondant en 1993, membre en 2011).
- Prix Binoux de l’Académie des sciences (1983)
- Prix Grammaticakis-Neuman de l’Académie des sciences (1992)
- Médaille Blaise Pascal de l'European Academy of Sciences (2009)
- Prix Gustav Neuenschwander de l’European Society for the History of Science (2012)
- Membre de la Société d’histoire et d’épistémologie des sciences de la vie
- Membre de la Société française d’histoire des sciences et des techniques
- Membre de l'Académie d'Agriculture de France (2015)[22]
- Officier de l'ordre national du Mérite [23]
- Chevalier de l'ordre des Palmes académiques
- Chevalier de la Légion d'honneur (2021)[24],[25]
- Croix de chevalier de l'ordre du Mérite (République fédérale d'Allemagne)